# Lamberto de Maastricht
Lamberto de Maastricht (em latim: Landebertus ou Lambertus; ca. 636–ca. 700) foi bispo de Maastricht (Tongeren) entre 670 até sua morte. De uma família nobre da cidade, Lamberto era um protegido de seu tio, o bispo Teodardo de Maastricht. Quando ele foi assassinado, logo depois de 669, os conselheiros do rei merovíngio Quilderico II nomearam Lamberto seu sucessor. Ele era parente de Hugoberto e Plectrude, a esposa de Pepino de Herstal, um parente dos poderosos prefeitos do palácio (majordomo) hereditários que controlavam os reis merovíngios da Austrásia. Depois que Quilderico foi assassinado, em 675, a facção de Ebroíno, o prefeito do palácio da Nêustria e o verdadeiro poder atrás do trono, expulsou-o de sua sé em favor de seu próprio candidato, Faramundo. Lamberto passou sete anos no exílio na recém-inaugurada Abadia de Stavelot (674–681). Com uma mudança na situação política da época, Lamberto conseguiu retornar para sua sé.

## Contexto
Acompanhado de São Vilibrordo, que havia chegado da Inglaterra em 691, Lamberto pregava o evangelho aos pagãos no baixo Meuse. Logo depois que a família de Lamberto (e Plectrude) assassinou Dodo, um doméstico de Pepino de Herstal e pai da amante dele, Alpaida, os parentes de Dodo assassinaram Lamberto em sua propriedade, a villa galo-romana que tornar-se-ia a cidade de Liège. Assim, Lamberto tornou-se mártir da fidelidade conjugal por denunciar a ligação de Pepino com Alpaida, a futura mãe de Carlos Martel.
Embora Lamberto esteja enterrado em Maastricht, seu sucessor como bispo, Huberto, transladou suas relíquias para Liège, para onde a sé episcopal acabaria se mudando. O santuário tornou-se a Catedral de São Lamberto, destruída em 1794. No local está atualmente a Place Saint-Lambert, a "praça São Lamberto". Seu túmulo está atualmente na Catedral de Liège.
Sua festa litúrgica é celebrada no dia 17 de setembro. A "Lambertusfest", em Münster, é, há muito tempo, um feriado popular, celebrado nas duas semanas que antecedem a véspera de 17 de setembro. Crianças constroem "pirâmides de Lamberto" com ramos decorados com lanternas e lâmpadas à volta da qual elas cantam e dançam canções tradicionais conhecidas como "Lambertussingen" ou "Käskenspiel".